# Villa Rusconi-Clerici (Rescaldina)
La Villa Rusconi-Clerici è una villa edificata a Rescaldina nel XVII secolo.

## Storia
Risalente ai primi anni '600, è situata a Rescaldina nella frazione di Rescalda. La villa è posta all'angolo di via Alberto da Giussano e la piazza Don Antonio Arioli.
Negli anni 90 è stata sottoposta a ristrutturazione.
Nel 2021 è stata proposta dal comune la ristrutturazione della villa attraverso un bando regionale, con l'obiettivo di recuperare l'edificio e le sue pertinenze dallo "stato di rovina attuale", l’accessibilità ai disabili, il miglioramento della sostenibilità ambientale ed energetica e aumentare l'attrattività del complesso.

## Utilizzo

### Villa
Edificio razionalista, ospita attualmente mostre, corsi per il tempo libero, ed è sede di varie associazioni. Viene inoltre utilizzata per eventi di interesse pubblico, come per esempio dal 2014 viene utilizzata dall'attuale giunta comunale, come sede della festa del proprio partito (Vivere Rescaldina). Per tutta la durata della manifestazione sono attivi servizio bar e cucina.

### Parco
Il parco di fronte alla villa, che comprende la piazza Don Antonio Arioli, è stato intitolato alla villa Rusconi. Nell'area, vengono posizionate le tavolate, in occasione delle specifiche feste del paese.